# Лидос (вазописец)
Лидос (др.-греч. Λυδός) — вазописец из древней Аттики, работавший в чернофигурном стиле, представитель вазописной группы Лидоса. Его творчество приходится на период с 560 по 530 гг. до н. э.
Имя Лидос (др.-греч. ό Λυδός — лидиец), сохранившееся на двух вазах, говорит о происхождении художника из Лидии. Предполагается, что Лидос прибыл в Афины из Лидийского царства Крёза либо родился в Афинах в семье выходце из Лидии. В любом случае своему ремеслу Лидос обучался в Афинах. Атрибуция работ Лидоса до сих пор представляет проблемы: Лидос был основным вазописцем в аттической гончарной мастерской, отличавшейся большой продуктивностью. В связи с этим искусствоведы относят многие вазы к «типу Лидоса». В круг вазописцев Лидоса входили также Вазописец из Ватикана 309 и Вазописец из Лувра F 6. Работы достаточно однородны по стилю, но часто значительно разнятся по качеству.
В стиле Лидоса ощущается сильное влияние творчества его предшественников, как, например, Вазописца сианских чаш, которые он также расписывал. Он был последним вазописцем из Аттики, работавшим с крупными вазами в коринфском стиле, украшая их фризами с изображением животных. Люди на вазах Лидоса по своеобразной «укутанности» напротив напоминают работы Клития и его последователей. Их одежды раскрашены как у Амасиса и излучают достоинство, присущее образам Эксекия. Вазописцы группы Лидоса расписывали не только большие вазы, им удавались и миниатюрные работы, как например клейнмейстеры и чаши с глазами. Лидосу приписывается роспись чаши с полосой работы гончара Никосфена. В творчестве «Лидийца» есть вазы всех форм, изготавливавшихся в те времена в Керамике, в частности, серию погребальных пинак.
Одна из двух подписанных Лидосом ваз была найдена в афинском Акрополе и представляет собой сохранившийся не полностью динос, который по своему виду напоминает работы Вазописца из Акрополя 606 и гончара Неарха. На основном фризе изображения находится великолепно выполненная гигантомахия. На боковых фризах изображены процессия, сцена охоты и животные. Особенностью этой работы Лидоса является детальность проработки изображения и применение красок. Так в сцене процессии Лидос изобразил на щите осу и угрожающего вида нож, воинственное впечатление от которых смягчают великолепные изображения зверей.
Другим известным произведением Лидоса является хранящийся в настоящее время в Музее Метрополитен кратер-колонетта. Размером он сопоставим с «Вазой Франсуа», однако украшен лишь одним фризом, благодаря чему фигуры на изображении достигают ростом 25 см. Интерес для вазописца представляет не само изображение мифологической сцены возвращения Гефеста, а отражение жестикуляции Дионисия и Гефеста и прежде всего сопровождающих их сатиров и менад. При этом мастер отказывается от прописывания второстепенных деталей, свойственного, например, Клитию. И его сатиры изображены на вазе без излишнего эксгибиционизма, свойственного изображениям на вазах Амасиса.
Лидос часто обращался к мифологической тематике и ввёл в репертуар аттической вазописи несколько новых мифологических сюжетов. Его изображения различаются в качественном смысле. Лидос часто изображает «женщин-пингвинов», называемых так по форме их накидок, удерживаемых на груди со шлейфами, тянущимися сзади как хвосты. Мужчины у Лидоса часто одеты в гиматии, которые художник маркирует косыми полосами, отчего фигуры выглядят перебинтованными.
Лидос расписывал вазы разных гончаров. Стиль его мастерской, хотя и не являясь уже современным, использовался вплоть до 20-х гг. VI в. до н. э. Последним вазописцем, работавшим в стиле Лидоса, был Вазописец Реди.